# Roy Lichtenstein

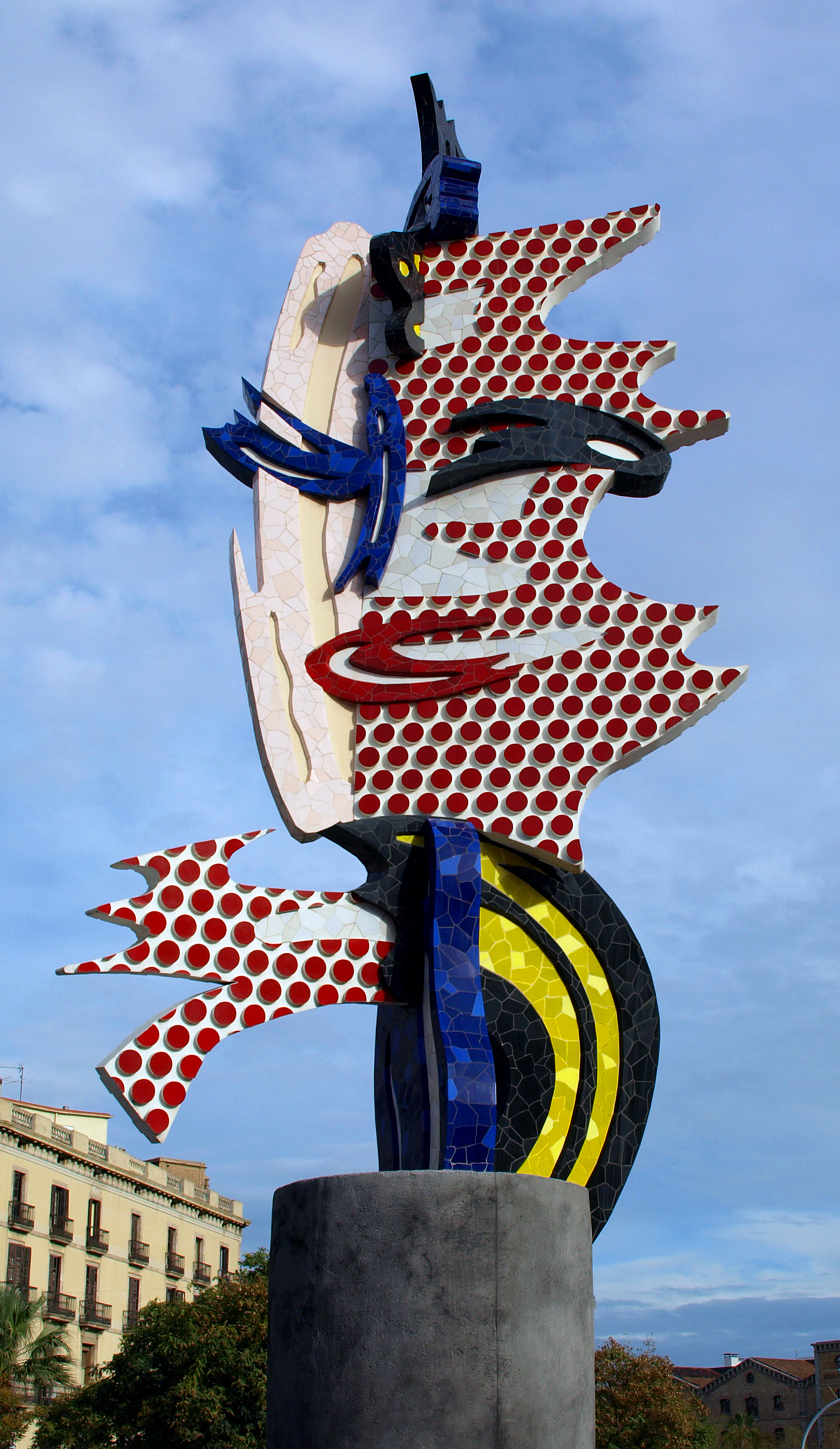
Barcelona's Head, obra de Roy Lichtenstein ubicada en el Paseo de Colón de Barcelona.

Roy Fox Lichtenstein (Nueva York, 27 de octubre de 1923-ibídem, 29 de septiembre de 1997) fue un pintor estadounidense de arte pop, artista gráfico y escultor, conocido sobre todo por sus interpretaciones a gran escala del arte del cómic. 

Nosotros pensamos que la generación anterior intentaba alcanzar su subconsciente, mientras que los artistas pop intentamos distanciarnos de nuestra obra. Yo deseo que mi obra tenga un aire programado e impersonal, pero no creo ser impersonal mientras la realizo. Roy Lichtenstein

## Biografía
Nació el 27 de octubre de 1923 en Nueva York, en una familia judía de clase media alta. Fue el primero de  los dos hijos de Milton y Beatrice Werner Lichtenstein. Milton Lichtenstein (1893-1946) fue un corredor inmobiliario exitoso y Beatrice Lichtenstein (1896-1991) una ama de casa que había estudiado como pianista. Ella acompañó a Roy y su hermana Rénee a museos, conciertos y otros aspectos de la cultura de Nueva York.  
Roy demostró capacidad artística y musical desde el principio: dibujó, pintó y esculpió siendo  adolescente y pasó muchas horas en el Museo Americano de Historia Natural y el Museo de Arte Moderno.  Tocó piano y clarinete y desarrolló un amor perdurable al jazz, frecuentando los locales nocturnos en Midtown para oírlo.  
Lichtenstein asistió a la escuela de Franklin para niños, una  secundaria privada y se graduó en 1940. Ese verano estudió pintura y dibujo  con Reginald Marsh.
En septiembre entró en la Universidad Estatal de Ohio (OSU). Sus primeros ídolos artísticos fueron Rembrandt, Honoré Daumier y Picasso, y dijo a menudo que Guernica (1937; Museo Reina Sofía, Madrid) era su cuadro favorito.
Obtuvo el doctorado en Bellas Artes por la Universidad Estatal de Ohio en 1949. 
Sus primeras obras eran de estilo expresionista abstracto, pero después de 1957-1958 comenzó a experimentar con imágenes tomadas de los cómics que había en los papeles de envolver chicles de menta, libremente interpretadas y mezcladas con imágenes sacadas de los cuadros del viejo oeste de otro artista estadounidense, Frederic Remington.A partir de 1961 se dedicó por completo a producir arte mediante imágenes comerciales de producción masiva.

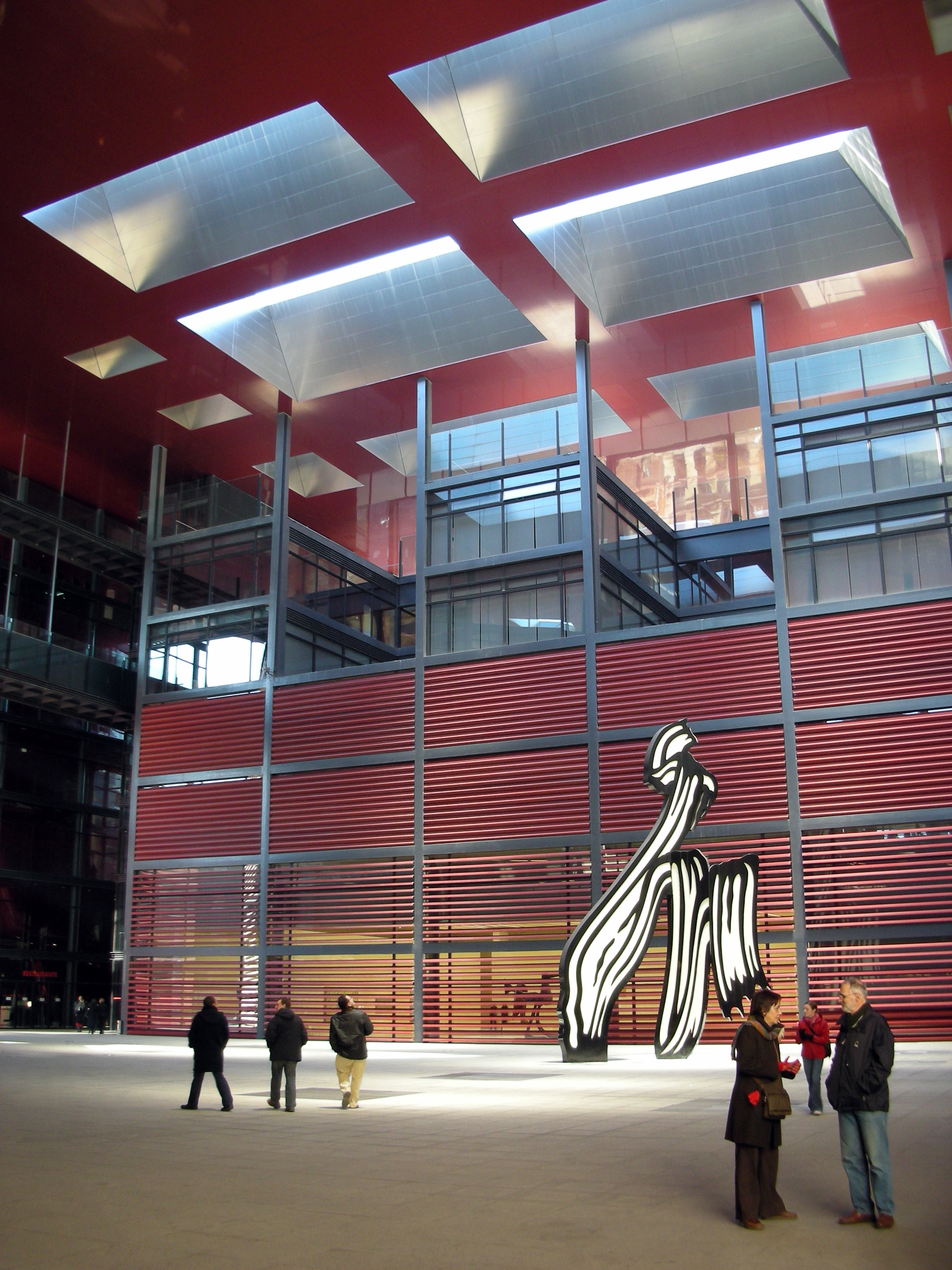
Brushstroke (Pincelada), escultura en el Museo Nacional Centro de Arte Reina Sofía en Madrid, España.

Sus historietas de cómics, como Good Morning, Darling (1964, Galería Leo Castelli, Nueva York), son ampliaciones de los personajes de los dibujos animados, reproducidas a mano, con la misma técnica de puntos y los mismos colores primarios y brillantes que se utilizan para imprimirlos. 
Sus últimas obras, entre las que están las reproducciones de personajes muy populares de la novela rosa, paisajes estilizados y copias de postales de templos clásicos, muestran la influencia de los artistas Henri Matisse y Pablo Picasso.
También sus esculturas recrean los efectos de los cómics. Ha realizado, también, obras en cerámica. 
En 1993 el Solomon R. Guggenheim Museum de Nueva York expuso una retrospectiva de su obra que viajó por muchos otros países.
Autor prolífico, durante sus últimos años alcanzó mayor presencia y estima en museos de todo el mundo. En España existen ejemplos suyos en el Museo Thyssen-Bornemisza (Mujer bañándose) y en el Reina Sofía; aquí una gran escultura suya preside el patio interior de la ampliación diseñada por Jean Nouvel.
Una de sus obras se expone en la Kunsthalle de Hamburgo, Alemania: Shipboard Girl (1965). 
Roy Lichtenstein es un nombre muy cotizado en las subastas. El 15 de mayo de 2013 una de sus obras, Woman with flowered hat, fue adjudicada en la casa Christie's de Nueva York por 43 776 525 euros.

## Vida privada
En 1949, Lichtenstein se casó con Isabel Wilson, que anteriormente había estado casada con el artista de Ohio Michael Sarisky. Sin embargo, los brutales inviernos del norte del estado hicieron mella en Lichtenstein y su esposa, después de que él comenzara a dar clases en la Universidad Estatal de Nueva York en Oswego en 1958. La pareja vendió la casa familiar de Highland Park, Nueva Jersey, en 1963 y se divorció en 1965.
Lichtenstein se casó con su segunda esposa, Dorothy Herzka, en 1968. A finales de la década de 1960, alquilaron una casa en Southampton, Nueva York, que Larry Rivers había comprado a la vuelta de la esquina de su propia casa. Tres años más tarde, compraron una casa de carruajes de 1910 frente al océano en Gin Lane. Desde 1970 hasta su muerte, Lichtenstein dividió su tiempo entre Manhattan y Southampton. También tenía una casa en la isla de Captiva.
En 1991, Lichtenstein comenzó un romance con la cantante Erica Wexler, que se convirtió en la musa de su serie Desnudos, incluido el "Desnudos con balón de playa" de 1994. Ella tenía 22 años y él 68. El romance duró hasta 1994 y terminó cuando Wexler se fue a Inglaterra con su futuro marido Andy Partridge de XTC. Según Wexler, Lichtenstein y su esposa Dorothy se entendían y ambos tenían otras personas importantes además de su matrimonio.
Lichtenstein murió de neumonía el 29 de septiembre de 1997 en el Centro Médico de la Universidad de Nueva York, donde había estado hospitalizado varias semanas, cuatro semanas antes de cumplir los 74. Le sobrevivieron su segunda esposa, Dorothy Herzka, y sus hijos, David y Mitchell, de su primer matrimonio.

## Colecciones
En 1996, la National Gallery of Art de Washington D. C. se convirtió en el mayor depósito individual de la obra del artista cuando Lichtenstein donó 154 grabados y 2 libros. El Instituto de Arte de Chicago tiene varias obras importantes de Lichtenstein en su colección permanente, entre ellas Brushstroke with Spatter (1966) y Mirror No. 3 (Six Panels) (1971). Los fondos personales de la viuda de Lichtenstein, Dorothy Lichtenstein, y de la Roy Lichtenstein Foundation se cuentan por centenares. En Europa, el Museo Ludwig de Colonia posee uno de los fondos más completos de Lichtenstein con Takka Takka (1962), Nurse (1964), Compositions I (1964), además del Frankfurt Museo für Moderne Kunst con We rose up slowly (1964) y Yellow and Green Brushstrokes (1966). Fuera de Estados Unidos y Europa, la Colección Kenneth Tyler de la Galería Nacional de Australia posee amplios fondos de grabados de Lichtenstein, con más de 300 obras. En total, se cree que hay unas 4.500 obras en circulación.

## Fundación Roy Lichtenstein
Tras la muerte del artista en 1997, en 1999 se creó la Fundación Roy Lichtenstein. En 2011, el consejo de la fundación decidió que los beneficios de la autentificación eran mayores que los riesgos de prolongados pleitos.
A finales de 2006, la fundación envió una tarjeta navideña con una imagen de Electric Cord (1961), un cuadro que llevaba desaparecido desde 1970 después de que la Galería Leo Castelli lo enviara al restaurador de arte Daniel Goldreyer. En 2012, la Fundación autentificó la obra cuando apareció en un almacén de Nueva York.
Entre 2008 y 2012, tras la muerte del fotógrafo Harry Shunk en 2006, la Fundación Lichtenstein adquirió la colección de material fotográfico realizado por Shunk y János Kender, así como los derechos de autor de los fotógrafos. En 2013, la fundación donó el tesoro de Shunk-Kender a cinco instituciones -el Getty Research Institute de Los Ángeles; el Museo de Arte Moderno de Nueva York; la National Gallery of Art de Washington; el Centro Pompidou de París; y la Tate de Londres-, lo que permitirá a cada museo acceder a la parte de los demás.

## Características principales del autor
- En sus obras iniciales buscaba que las imágenes fueran lo más mecánicas posibles
- Prefería utilizar figuras hechas a mano
- Solía emplear figuras procedentes de anuncios comerciales y les daba un nuevo significado
- En sus primeras obras emplea  a las mujeres (irónicamente) como una prolongación de sus utensilios domésticos.
- En algunas de sus obras  pinta los cabellos femeninos de color azul para  dar un toque de humor ante las  limitaciones económicas de la impresión(en las impresiones de aquella época los colores eran limitados, sobre todo por su coste de ahí que el mismo color fuese empleado para varias cosas)
- Le daba tanta importancia a las composiciones como a los temas.
- En sus primeras obras predominaba el prototipo de bella joven, hacia las últimas, la mujer ya está algo más formada y las dota de algún texto.
- La mayor parte de sus personajes femeninos son vulnerables.
- Representaba escenas aisladas, ya que así consideraba más fácil que el espectador se identificase con ellas.
- Toma a las mujeres de cómics, en los cuales se traten aspectos emocionales de la vida diaria
- Las obras siempre suelen representarse en primer plano
- Emplea colores industriales
- Uso de puntos benday
- Industrializa las figuras originales
- Le interesaban los símbolos empleados por los ilustradores comerciales para plasmar el sonido. Uso de onomatopeyas
- Se apropiaba de la obra de otros artistas y las modificaba adaptándolas a su gusto
- Influencias:  Art Deco, Cubismo (Picasso), Expresionismo abstracto
- Uso de colores primarios
- Pinturas murales de grandes formatos
- Predominio de la línea
- Empleo de técnicas  como la serigrafía  o el collage
- Se ven influencias de casi todos los movimientos vanguardistas a lo largo de toda su obra.